# 周镇宏
周镇宏（1957年10月—），男，广东普宁人，中华人民共和国政治人物。华南师范大学物理系凝聚态物理专业毕业，在职研究生学历，理学博士。第十一届全国政协委员。

## 生平
1975年11月参加工作。1977年6月加入中国共产党。1998年6月担任湛江市市长；2002年4月担任茂名市委书记。2007年5月担任中共广东省委常委、统战部部长。2008年，当选第十一届全国政协委员，代表特别邀请人士，分入第五十七组。2012年1月17日，因涉嫌严重违纪，接受组织调查。2013年2月8日，周镇宏因为严重违纪违法，被开除党籍和公职。2014年1月24日，河南省信阳市中级人民法院一审公开开庭审理了周镇宏受贿、巨额财产来源不明案。2月28日，因受贿2464万余元，另有折合3700万余元的财产不能说明来源，周镇宏被信阳中院判处死刑缓期2年执行，剥夺政治权利终身，没收个人全部财产。